# 內湖區
25°04′N 121°35′E / 25.067°N 121.583°E
內湖區，前身「內湖鄉」，位於臺灣臺北市東部，因其境內多山丘，形成多處小盆地地貌，當地人臺灣話稱山坳地為「湖」，故內湖是「內部盆地」之義。臺灣話「內面即湖」或「內面彼湖」之稱謂；所指的盆地範圍係以北側自大金面山到碧湖國小的山陵，東緣從綠大地社區、成功公園到清白新村，南邊從白鷺山延伸到公館山之山丘北坡，西方是江南街處，在其中間形成一山坳型盆地。內湖區境內尚有「畚箕湖」、「北勢湖」、「白石湖」和「牛稠湖」等老地名，命名方式，亦是依地形和先民開墾事跡有關連性，而非指有水的湖泊名稱。工商活動部分，內湖科技園區有商辦大樓及臺灣部分媒體設於此處。2010年臺北市舉辦花卉博覽會而制定區花，內湖區為九重葛，民政局也特別製作區花版門牌。

## 歷史

### 西班牙統治時期
- 西元1632年，荷蘭人繪製的《大臺北古地圖》描繪了里族社在內湖地區的活動範圍。
- 西元1633年，西班牙神父哈辛托·艾斯奇維（Jacinto Esquivel）在報告裡，提到里族有兩個村社，曾建議在此設立天主教會堂，和派遣宣教師負責宣教事務。
- 依據西元1654年，荷蘭人所繪製《大臺北古地圖》資料顯示，其中的里族和 搭搭攸 社平埔族原住民部落，位於基隆河北岸，即是今日內湖的區域。依地圖中的基隆河流向座標判斷，里族社應在當今的粉寮至羊稠（今湖元、湖興及石潭里）之間； 搭搭攸 社是現在的港墘、洲仔到北勢湖（今內湖路一段）一帶。早在荷西時期的千年以前，內湖境內，即有 凱達格蘭平埔族原住民生活其間。

### 清治時期
- 康熙末年起，漢人開拓者陸續地分批進入；較著名的有山腳陳聖瑞家族（祖籍廣東省潮州府饒平縣）、黃純善家族（祖籍福建省漳州府南靖縣）、山腳許居家族（祖籍福建省漳州府平和縣）、郭崇飽家族（祖籍福建省漳州府南靖縣）、何士蘭家族（祖籍福建省漳州府詔安縣）、王傳圓家族（祖籍福建省泉州府同安縣）、林秀俊家族（祖籍福建省漳州府漳浦縣）、游子蹄與游子彪家族（祖籍福建省漳州府詔安縣）。

何士蘭於1741年，至港墘落籍，招佃開拓「內湖莊」；林秀俊在乾隆中葉，進入內湖「灣仔庄」，亦招佃拓墾「里族莊」
（日治時期改稱新里族）。
- 清代漢人中有客家、漳州、泉州籍移民，其中客家人人數最少，漳州籍為最多；泉州府籍的移民，居住在北勢湖、洲仔尾、葫蘆洲和五份地區，均臨基隆河畔；其他內湖大部分的區域，則由漳州籍先民分布其間。在宗教信仰方面，形成三大祭祀圈組織：一，北勢湖地區泉州籍的居民，參加大龍峒保安宮「保生大帝」之宗教活動；二，洲仔尾泉州籍的居民，參與「松山十三街庄」慈祐宮媽祖之信仰；三，漳州人則以碧山巖「開漳聖王」為地方守護神。

- 在清朝康熙中葉以前，漢人尚未大量移民內湖之際，區域內的凱達格蘭平埔族原住民，乃以母系社會為家庭重心，過著漁撈、狩獵和簡易的農作生活；地廣人稀，棲息地選擇臨河處。從西元1647（明永曆元）年起至1655（明永曆 9 ）年止，荷蘭時代的戶口資料記載， 里族社和 搭搭攸 社戶口數為：

里族社和 搭搭攸 社戶口數
| 西元    | 里族社 | 里族社 | 搭搭攸社 | 搭搭攸社 |
| ------- | ------ | ------ | -------- | -------- |
| 1647 年 | 52 戶  | 231 人 | 13 戶    | 59 人    |
| 1648 年 | 52 戶  | 228 人 | 15 戶    | 60 人    |
| 1650 年 | 28 戶  | 140 人 | 40 戶    | 200 人   |
| 1654 年 | 27 戶  | 95 人  | 26 戶    | 102 人   |
| 1655 年 | 25 戶  | 71 人  | 43 戶    | 171 人   |

- 雍正十（西元 1732 ）年五月，清廷經地方官有條件的允許人民攜眷來臺；乾隆三十五（西元 1760 ）年五月，再度解除人民攜眷渡臺之禁令後，漢人大量的湧入，致使本地原住民社會起了大變化。在清代初期，漢人的移民中，從較著名的家族族譜記載，得悉黃純善家族（祖籍福建省漳州府南靖縣）於康熙二十七（西元 1688 ）年，隻身渡臺，定居內湖；山腳許居家族（祖籍福建省漳州府平和縣）於康熙五十四（西元 1715 ）年，攜帶兩子來臺，墾荒內湖；內湖望族郭崇飽家族（祖籍福建省漳州府南靖縣）於雍正五（西元 1727 ）年，前來內湖租園墾荒；「內湖庄」開墾業戶何士蘭（祖籍福建省漳州府詔安縣），於乾隆六（西元 1741 ）年，至港墘落籍；五份望族王傳圓（祖籍福建省泉州府同安縣），於乾隆二十一（西元 1756 ）年，一家五口乘船欲前往淡水，不料，中途遇上暴風雨，致使船隻漂至鹿港登陸，之後，在輾轉來到內湖羊稠，最後定居「五份洋（即今日東湖路一帶）」開拓。內湖另一大開墾業戶林秀俊，亦在乾隆中葉，從擺接地區（今板橋平原）移轉至內湖灣仔、粉寮、石壁潭及松山上塔悠墾荒。此外，內湖「游厝」（今國防醫學院南側附近）渡臺始祖游子蹄與游子彪伯仲（祖籍福建省漳州府詔安縣），亦在乾隆中葉，到內湖「頂灣仔」拓墾。

- 漢族中的客家、漳州、泉州籍移民，客籍人數最少，漳州籍為最多；漳州府詔安縣是屬客家人的分布區域，所以內湖地區，有開墾業戶何士蘭家族、「游厝」游子蹄與游子彪家族和謝拔鎰家族，祖籍歸詔安縣；今位於麗山高中校園西側的「陳厝」，祖籍廣東省潮州府饒平縣，亦屬客籍。泉州府籍的移民，居住在北勢湖、洲仔尾、葫蘆洲和五份地區，均臨基隆河畔；其他內湖大部分的土地，則由漳州籍先民分布其間。

### 日治時期
- 日治時期的內湖境內，土地開發也已達到飽和程度，平原部份，乃以農田為主；較為形成市集的聚落，則有北勢湖老街、港墘老街與梘頭老街。二千戶一萬個住民當中，絕大部分是務農為業。
- 日治時期，較為形成市集的聚落，有北勢湖老街和港墘老街，因受基隆河整治工程影響，已夷為平地，另再形成新的「內湖科技園區」了。現在的內湖路二段「中店仔」，尚餘少許的日治時期的老店舖和舊行政中心的「內湖庄役場」等歷史性建築物，也準備做都市更新，即將被拆除。傳統的三合院民居，在當今的內湖已不多見了；隨著時光的流逝，歷史性舊建築物的遺存，愈顯珍貴。

- 大正9年（1920年）10月起，與南港合併為內湖庄，為臺灣總督府台北州七星郡管轄。

### 戰後時期
- 1946年（民國35年）1月27日，改隸臺灣省臺北縣七星區內湖鄉。首位派任鄉長林老英；鄉內初設十一個村。同年7月6日，南港鎮由內湖鄉劃出而單獨成立。
- 1947年（民國36年）2月4日，七星區廢除，內湖鄉改隸臺北縣淡水區。
- 1950年（民國39年）10月25日，縣轄區廢除，內湖鄉直接隸屬臺北縣。
- 1955年（民國44年）2月，大陳列島居民撤退來臺，在內湖首先設立清白新村，安置部分的移民；之後的十餘年間，為配合政府的「鼎興計畫方案」與其他的政策，當時的內湖鄉境內，陸續成立十餘處眷村和國會山莊。

- 民國四、五十年間，為配合政府的「鼎興計畫方案」與其他的政策，當年的內湖鄉境內，陸續成立十餘處眷村（如下附表）和國會山莊，有影劇五村、警智新村、干城一村、愛士四村、內湖一村、內湖二村、內湖三村、精忠新村、貿商三村、憲光新村、貿商七村、治磐新村、自立二村及碧湖新村、麗山新村等，村子裡的鄉親，皆是來自中國大陸各省籍。

內湖區各眷村資料表
| 編號 | 眷村名稱 | 設村時間   | 設立位置        | 興建單位               | 基地範圍        | 地主         | 眷舍數 | 眷戶數                | 軍種   | 列管單位         | 改建時間 |
| ---- | -------- | ---------- | --------------- | ---------------------- | --------------- | ------------ | ------ | --------------------- | ------ | ---------------- | -------- |
| 1    | 清白新村 | 民國 44 年 | 康寧路一段      | 中華婦聯總會           |                 | 陸總部、私有 | 214 戶 | 225 戶(含違建)        | 陸軍   | 陸軍總司令部     | 民 80 年 |
| 2    | 影劇五村 | 民國 49 年 | 內湖路二段      | 海軍總部、中華婦聯總會 |                 | 軍有         | 441 戶 | 440 戶                | 海軍   | 海軍總司令部     | 民 70 年 |
| 3    | 警智新村 | 民國 50 年 | 康寧路一段      | 警備總部               | 2,300 平方公尺  | 國有         | 92 戶  | 91 戶                 | 陸軍   | 警備總部         | 民 80 年 |
| 4    | 干城一村 | 民國 52 年 | 康寧路一段      | 中華婦聯總會           | 3,200 平方公尺  | 軍有         | 100 戶 | 99 戶                 | 陸軍   | 陸軍總司令部     | 民 92 年 |
| 5    | 愛士四村 | 民國 53 年 | 康寧路一段      | 陸總部婦聯分會         | 4,000 坪        | 軍有         | 23 戶  | 22 戶                 | 陸軍   | 陸軍總司令部     | 未改建   |
| 6    | 內湖一村 | 民國 54 年 | 內湖路二段      | 國防部總務局           |                 | 國防部       | 93 戶  | 92 戶                 | 陸軍   | 國防部           | 民 70 年 |
| 7    | 內湖二村 | 民國 54 年 | 康寧路一段      | 國防部總務局           |                 | 國防部       | 126 戶 | 124 戶                | 陸軍   | 國防部           | 民 72 年 |
| 8    | 內湖三村 | 民國 54 年 | 內湖路二段      | 國防部總務局           |                 | 國防部       | 21 戶  | 21 戶 （含 3 戶自建） | 陸軍   | 國防部           | 民 70 年 |
| 9    | 精忠新村 | 民國 54 年 | 江南街71巷      | 陸軍總司令部           |                 | 軍有         | 254 戶 | 253 戶                | 陸軍   | 陸總部後勤司令部 | 民 70 年 |
| 10   | 貿商三村 | 民國 54 年 | 內湖路三段      | 中華婦聯總會           | 2 公頃          | 國安局       | 107 戶 | 106 戶                | 國安局 | 國安局           | 民 70 年 |
| 11   | 憲光新村 | 民國 55 年 | 江南街71巷      | 憲兵司令部             | 28,500 坪       | 憲兵司令部   | 305 戶 | 304 戶                | 憲兵   | 憲兵司令部       | 民 70 年 |
| 12   | 貿商七村 | 民國 57 年 | 內湖路二段179巷 | 中華婦聯總會           | 1 公頃餘        | 國安局       | 106 戶 | 105 戶                | 國安局 | 國安局           | 民 70 年 |
| 13   | 治磐新村 | 民國 57 年 | 內湖路一段217巷 | 中華婦聯總會           | 18,000 平方公尺 | 國防部       | 137 戶 | 135 戶                |        | 警備總部         | 民 72 年 |
| 14   | 自立二村 | 民國 58 年 | 陽光街68巷      | 聯勤總司令部           | 1,000 坪        | 軍有         | 35 戶  | 35 戶                 | 陸軍   | 陸軍總部         | 未改建   |
| 15   | 大華新村 |            | 成功路二段      | 陸軍工兵學校           |                 |              |        |                       | 陸軍   | 陸軍總司令部     | 已拆除   |

- 1968年（民國57年）7月1日，臺北市升格院轄市滿一年，通過併入周圍鄉鎮案，內湖鄉併入臺北市成為內湖區。
- 1977年（民國66年），內湖區解除禁建。
- 1982年（民國71年）3月25日，位於內湖路三段60巷內的福田煤礦場因「瓦斯突出」而發生礦坑災變，計有13名礦工身亡及35人受到輕重傷。
- 1982年（民國71年）9月1日，民權大橋通車。
- 1990年（民國79年）8月9日，發佈實施〈臺北市內湖輕工業區輔導管理辦法〉，限制輕污染製造業，始得於區內設置。
- 1991年（民國80年）11月11日，基隆河整治計畫：截彎取直工程，正式動工興築。
- 1992年（民國81年），港墘橋（原內湖橋）拆除。
- 1997年（民國86年），綠手指上的灰指甲事件，慈濟基金會規劃於臺北市內湖區保護區內設置「慈濟內湖社會福利專區」，引發當地民眾及環保團體抗爭多年。2015年取消開發。
- 2005年（民國94年），內湖區獲得世界衛生組織（WHO）安全社區認證，同時也是全球第94個安全社區、亞洲第8個安全社區、臺北市第一個安全社區[1]。
- 2010年（民國99年），臺北市舉辦花卉博覽會而制定區花，內湖區為九重葛，民政局也特別製作區花版門牌。[2]
- 2015年（民國104年）6月，內湖垃圾山轉型內湖復育園區，正式啟用。

## 地理

### 位置
北接士林區，東鄰新北市汐止區，西邊為松山區與中山區，南接南港區。
北界：五指山山脈文間山（劍南路）、大崙尾山、大崙頭山、碧山，鄰接士林區。
東界：碧山、白石湖山、大邱田山、老鷲尖山、內溝溪至基隆河，鄰接新北市汐止區。
南界：主要以基隆河與南港區為界。
西界：以基隆河（三張犁攔水圳至港墘路口堤外）鄰接松山區，堤頂大道二段、內湖路一段、劍南路鄰接中山區大直地區。

### 人口
根據臺北市內湖區戶政事務所統計，2024年底內湖區戶數約11.2萬戶，人口約27.4萬人，是臺北市人口第二大區，每戶人口約2.445人，是臺北市每戶人口數最高的行政區。區內人口最多與最少的里分別是五分里與蘆洲里，2024年底兩里人口分別為10,940人與1,243人，其中五分里也是臺北市人口第四大里。2024年底內湖區總人口中，0至14歲人口佔比約為13.38%，15至64歲人口佔比約為67.37%，65歲以上人口佔比約為19.25%，老化指數約為143.87%，是臺北市人口老化程度最低的行政區。

## 政治

### 歷任首長
內湖長
| 姓名   | 任期                          | 備註         |
| ------ | ----------------------------- | ------------ |
| 郭華讓 | 1920年10月1日－1924年10月31日 |              |
| 郭國仕 | 1924年11月1日－1932年9月30日  |              |
| 郭華讓 | 1932年10月1日－1945年         | 改名武原加讓 |

內湖鄉鄉長
| 姓名   | 任期                         | 備註                               |
| ------ | ---------------------------- | ---------------------------------- |
| 林老英 | 1945年11月－1946年8月        | 官派，兼任內湖國民學校校長         |
| 謝水柳 | 1947年1月1日－1948年12月31日 | 鄉民代表間接選舉產生，副鄉長林作文 |
| 林金子 | 1949年1月1日－1951年6月30日  | 鄉民代表間接選舉產生，副鄉長郭金田 |
| 林金子 | 1951年7月1日－1956年6月30日  | 民選首任，連任2屆                  |
| 郭金田 | 1956年7月1日－1960年1月15日  | 民選第3屆                          |
| 劉查某 | 1960年1月16日－1964年2月29日 | 民選第4屆                          |
| 林金子 | 1964年3月1日－1968年6月30日  | 民選第5屆                          |

內湖區區長
| 姓名   | 任期                    | 備註                              |
| ------ | ----------------------- | --------------------------------- |
| 林金子 | 1968年7月1日－1973年2月 |                                   |
| 孟範   | 1973年2月－1980年6月    |                                   |
| 歐文   | 1980年6月－1986年4月    |                                   |
| 陳正治 | 1986年4月－1990年3月    |                                   |
| 巴馳   | 1990年3月－1993年5月    |                                   |
| 張起龍 | 1993年5月－1995年10月   |                                   |
| 葉傑生 | 1995年10月－1997年7月   |                                   |
| 余星華 | 1997年7月－1999年3月    |                                   |
| 黃振昌 | 1999年3月－2000年7月    |                                   |
| 孫清泉 | 2000年7月－2004年9月    |                                   |
| 吳坤宏 | 2004年9月－2008年7月    |                                   |
| 張金鎮 | 2008年7月－2013年3月    |                                   |
| 林世崇 | 2013年4月－2015年3月    | 內湖山老鼠事件 羈押禁見同日起停職 |
| 林菁   | 2015年3月－2016年1月    | 退休                              |
| 郭雅村 | 2016年1月－2016年3月    | 副區長代理                        |
| 林秉宗 | 2016年3月－現任         |                                   |

### 區政組織
內湖區公所是臺北市政府在內湖區的派出機關，在中華民國政府架構中為市政府綜理區政的執行機關，上級業務監督機關為臺北市政府。区长由市長任命，其任期為無任期保障。在區長、副區長及主任秘書之下，設有5課4室等9個內部單位。

### 行政區劃
區劃史
- 清光緒二十年，（1894年），內湖隸屬臺灣省臺北府淡水縣芝蘭一堡，分為內湖莊、里族莊及北勢湖莊三部份。
- 台灣日治時期大正九年（1920年）10月1日，臺灣地方改制，成立內湖庄，隸屬台北州七星郡。
- 民國34年（1945年），戰後改稱內湖鄉，隸屬臺北縣。
- 民國35年（1946年）7月1日，劃出南港，成立南港鎮。
- 民國57年（1968年），內湖鄉被劃入1967年升格為直轄市的臺北市，改制為內湖區。

現況
| 次分區 | 里名   | 里名   | 里名   | 里名   | 里名   | 里名   | 里名   | 里名   | 里名   | 里名   | 里名   | 里名 |
| ------ | ------ | ------ | ------ | ------ | ------ | ------ | ------ | ------ | ------ | ------ | ------ | ---- |
| 西湖   | 港墘里 | 港富里 | 港都里 | 港華里 | 西康里 | 西湖   | 西安里 | 麗山里 |        |        |        |      |
| 金龍   | 湖濱里 | 內湖   | 金龍里 | 金瑞里 | 碧山里 | 大湖   | 秀湖   |        |        |        |        |      |
| 東湖   | 五分里 | 東湖   | 安湖   | 葫洲里 | 內溝里 | 金湖   | 康寧里 | 明湖   | 蘆洲里 | 安泰里 | 樂康里 | 南湖 |
| 紫陽   | 紫星里 | 紫雲里 | 清白里 | 紫陽里 | 瑞陽里 | 瑞光里 |        |        |        |        |        |      |
| 灣仔   | 湖興里 | 湖元里 | 石潭   | 寶湖   |        |        |        |        |        |        |        |      |
| 洲尾   | 週美里 | 行善里 |        |        |        |        |        |        |        |        |        |      |

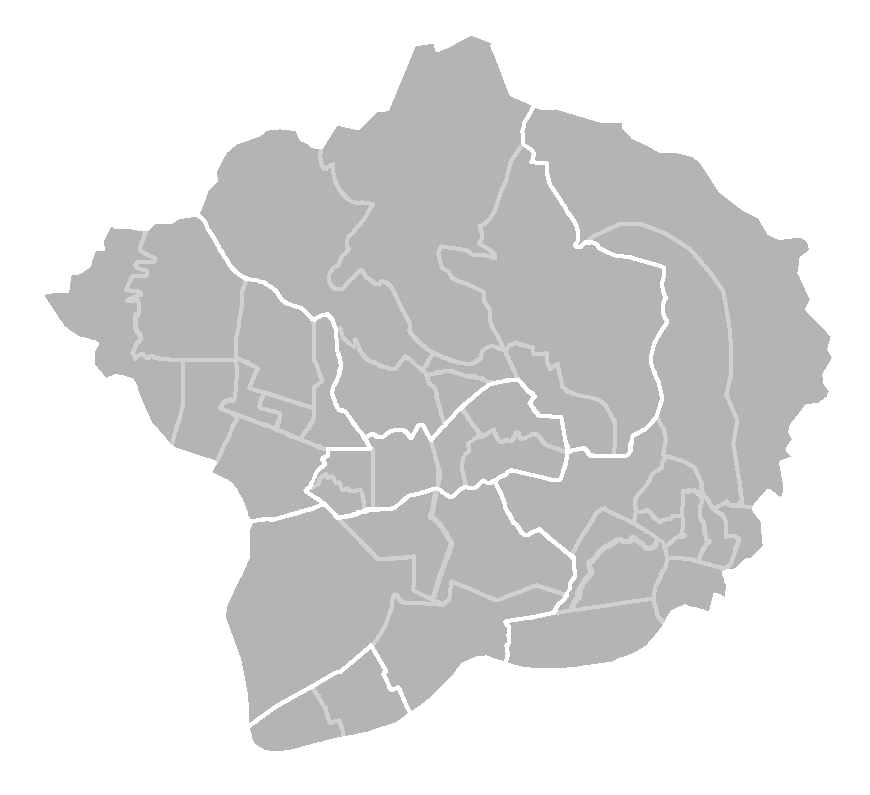
臺北市內湖區次分區位置圖：西湖次分區（左）、金龍次分區（上）、東湖次分區（右）、紫陽次分區（正中）、灣仔次分區（下二）、洲尾次分區（下一）。

若按照一般地理粗略分區，則以成功路二段為界；東面為東湖，主要地標是美國在臺協會與康寧大學，與南港相鄰、成功路二段以西為西湖，主要都市計畫分區為內湖科學園區。另可因高速公路的分隔將舊宗路、五期重劃區一帶分為另一個次分區。

### 行政機關
- 臺北市動物之家
- 臺北市內湖區公所臺北市內湖區行政大樓[11]
- 法務部行政執行署
- 財政部臺北國稅局內湖稽徵所

## 產業
- 內湖科技園區
- 臺北花市
- 白石湖休閒農業區

## 文化

### 內湖民俗文化
- 元宵節晚上在內湖市區（內湖路二段、成功路四段、康寧路一段、金龍路一帶）舉行大規模遶境，稱作夜弄土地公。[12]

### 內湖宗教文化
- 農曆除夕夜各宮廟守歲新春開正，初一到初五新春祈福誦經。
- 農曆正月十五日晚上梘頭福德祠夜弄土地公
- 農曆正月十九、二十日內湖地區六大角媽祖往北港進香請火。
- 農曆正月二十、二十一日內湖灣仔庄天上聖母北港進香，農曆正月廿五日回鑾敬演下馬戲、過火

農曆二月二日各土地公廟恭祝福德正神聖誕。
- 農曆二月擇日內湖碧山巖五大角開漳聖王公聖誕輪值爐主組織舉行酬神祭典及過爐。
- 農曆二月十四日~十六日內湖碧山巖恭祝開漳聖王聖誕千秋誦經祝壽法會。
- 農曆二月十五日內湖新里族三大角（ 灣仔庄、葫蘆洲、十四份 ）關渡宮天上聖母遶境演戲，二月十六日過爐新角頭。
- 農曆二月十五日公館庄武身開漳聖王聖誕千秋遶境過火演戲。
- 農曆二月二十九日內湖新坡尾( 金龍里媽祖會 )恭祝關渡宮天上聖母聖誕慶典
- 內湖地區六大角（梘頭 、頂番仔陂、港墘、新陂尾、下番仔陂、山腳 )媽祖聖誕。農曆二月二十九日自松山五分埔接續關渡二媽，三月一日祈福遶境暨過火演戲，三月二日過爐新角頭。
- 農曆三月一日白石湖地區三年一次( 逢寅、巳、申、亥年 )關渡媽祖千秋請火遶境過火。
- 農曆三月二十二日十八份盟會慶祝天上聖母聖誕祝壽通疏過火
- 農曆三月二十二日洲尾庄天上聖母聖誕出巡繞境，三月二十五日、二十六日恭迎松山慈祐宮媽祖繞境。
- 農曆三月擇期恭祝內溝庄開漳聖王天上聖母眾神聖誕千秋出巡遶境過火演戲。
- 農曆七月十四日內湖碧山巖舉行中元普渡統一祭典法會。
- 農曆七月二十三日~二十五日金龍禪寺舉辦中元地藏法會。
- 農曆八月廿一日恭祝大坵田( 大湖街 )鳳山寺廣澤尊王聖誕千秋演戲過火

農曆八月十五日各土地公廟恭祝福德正神千秋。
- 農曆十月一日~七日內湖碧山巖啟建祈安禮斗植福法會
- 農曆十月十五日恭祝三官大帝聖誕千秋演戲酬神。
- 農曆十二月末酬謝神恩合境平安。

### 內湖團體
- 內湖保護區守護聯盟：2011年8月，為反對慈濟基金會於內湖保護區發展而成立。
- 白色水鳥青年陣線：2014年4月，都委會會議主席張金鶚副市長裁示讓開發案進入通檢，但可優先審議的折衷案[13]。引起內湖區七八年級青年不滿，而組織團體爭取保護區權益。

## 教育

### 大專院校
- 國防醫學院
- 德明財經科技大學
- 國立臺灣戲曲學院
- 康寧大學台北校區

### 高級中等學校
- 臺北市立內湖高級中學
- 臺北市立內湖高級工業職業學校
- 臺北市立南湖高級中學
- 臺北市立麗山高級中學
- 臺北市私立方濟高級中學
- 臺北市私立達人高級中學
- 臺北市私立文德女子高級中學

### 國民中學
- 臺北市立內湖國民中學
- 臺北市立西湖國民中學
- 臺北市立東湖國民中學
- 臺北市立三民國民中學
- 臺北市立明湖國民中學
- 臺北市立麗山國民中學

### 國民小學
- 臺北市內湖區內湖國民小學(1905)：臺北市內湖區港富里內湖路二段41號
- 臺北市內湖區東湖國民小學(1943)：臺北市內湖區東湖里東湖路115號
- 臺北市內湖區潭美國民小學(1945)：臺北市內湖區石潭里新明路22號
- 臺北市內湖區碧湖國民小學(1960)：臺北市內湖區內湖里金龍路100號
- 臺北市內湖區西湖國民小學(1978)：臺北市內湖區西湖里環山路25號
- 臺北市內湖區康寧國民小學(1979)：臺北市內湖區紫星里星雲街121號
- 臺北市內湖區明湖國民小學(1987)：臺北市內湖區東湖里康寧路三段105號
- 臺北市內湖區新湖國民小學(1987)：臺北市內湖區湖興里民權東路六段138號
- 臺北市內湖區麗山國民小學(1988)：臺北市內湖區港都里港華街100號
- 臺北市內湖區文湖國民小學(1992)：臺北市內湖區西康里文湖街15號
- 臺北市內湖區大湖國民小學(1993)：臺北市內湖區大湖里大湖山莊街170號
- 臺北市內湖區南湖國民小學(1994)：臺北市內湖區葫洲里康寧路三段200號
- 臺北市內湖區麗湖國民小學(1998)：臺北市內湖區金湖里金湖路363巷8號

### 社區大學
- 內湖社區大學

### 幼稚園
- 台北市立湖国民小学附属幼稚園
- 台北市立康寧国民小学附属幼稚園
- 台北市立南湖国民小学附属幼稚園
- 台北市立新湖国民小学附属幼稚園
- 台北市立内湖国民小学附属幼稚園
- 台北市立東湖国民小学附属幼稚園
- 台北市立碧湖国民小学附属幼稚園
- 台北市立明湖国民小学附属幼稚園
- 台北市立文湖国民小学附属幼稚園
- 台北市立麗山国民小学附属幼稚園
- 台北市立西湖国民小学附属幼稚園
- 台北市立潭美国民小学附属幼稚園
- 台北市立麗湖国民小学附属幼稚園
- 恕徳家商附幼
- 北大内湖幼稚園
- 成美幼稚園
- 華泰幼稚園
- 新上幼稚園
- 奥斯福爾幼稚園
- 文心幼稚園
- 心恵幼稚園
- 幼新幼稚園
- 東湖幼稚園
- 福祿貝爾幼稚園
- 立湖幼稚園
- 潭美幼稚園
- 新力幼稚園
- 民祥幼稚園
- 恵光幼稚園
- 嘉恩幼稚園
- 三民亦禮非營利幼兒園

## 醫療機構
- 三軍總醫院
- 內湖國泰診所
- 中國醫藥大學附設醫院臺北分院
- 康寧醫院

## 交通

### 捷運
台北捷運
- 文湖線：西湖站 - 港墘站 - 文德站 - 內湖站 - 大湖公園站 - 葫洲站 - 東湖站

### 道路

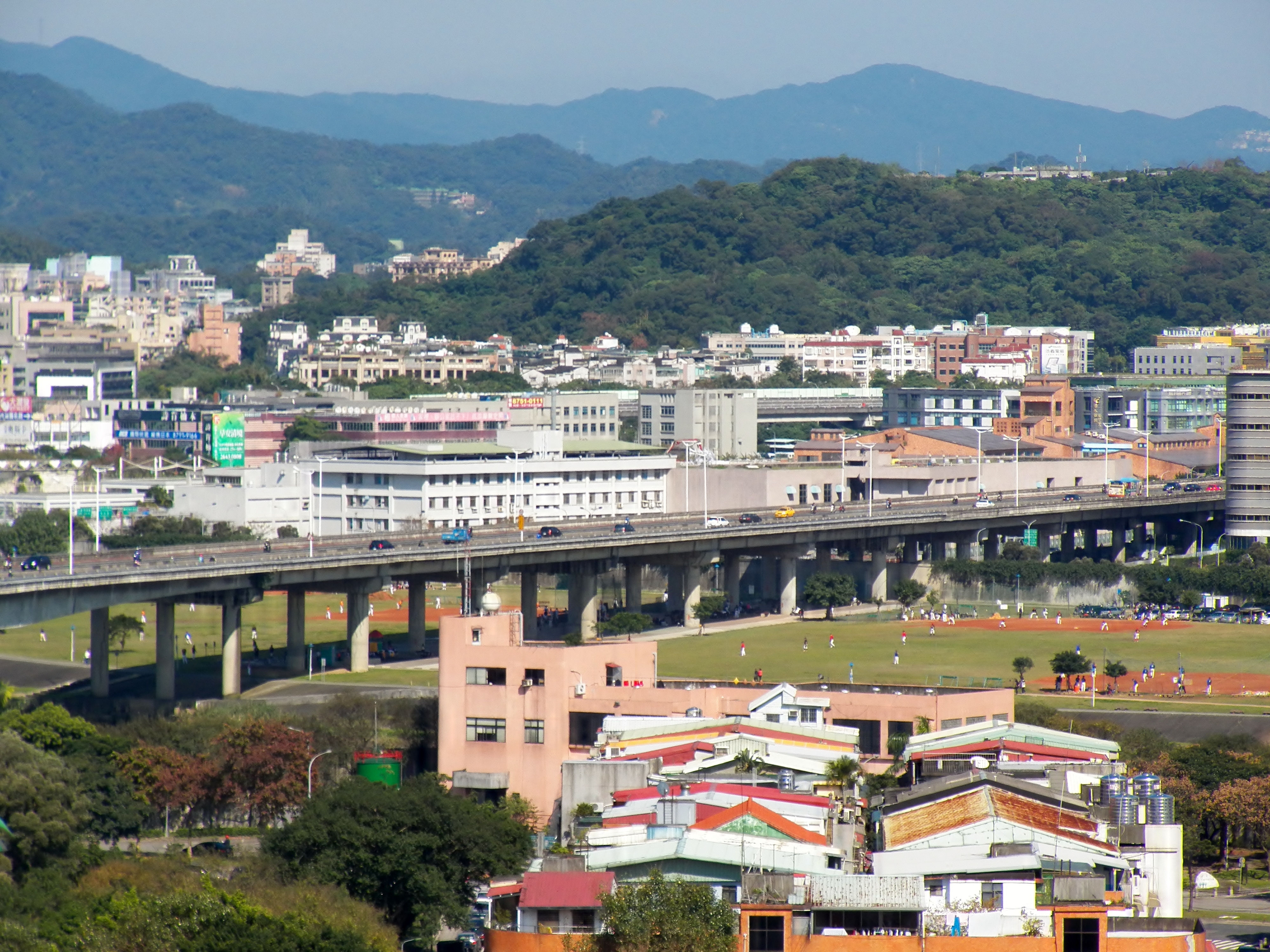
民權大橋。

- 國道一號（中山高速公路）
  - 東湖交流道（15）
  - 內湖交流道（16）
- 國道一號（汐五高架）
  - 堤頂交流道（18）
  - 國道三號南港交流道（銜接環東大道）
  - 環東大道

- 南湖大橋
- 成功橋
- 成美橋
- 麥帥一橋
- 麥帥二橋
- 民權大橋
- 彩虹橋

### 未來規劃

#### 捷運
- 環狀線（東環段）（興建中）：舊里族站 - 粉寮站 - 瑞光公園站 - 內湖科技園區站 - 洲子站
- 民生汐止線（規劃中）：舊里族站 - 上灣仔站 - 葫蘆洲站 - 東湖站 - 下社后站

## 休閒旅遊

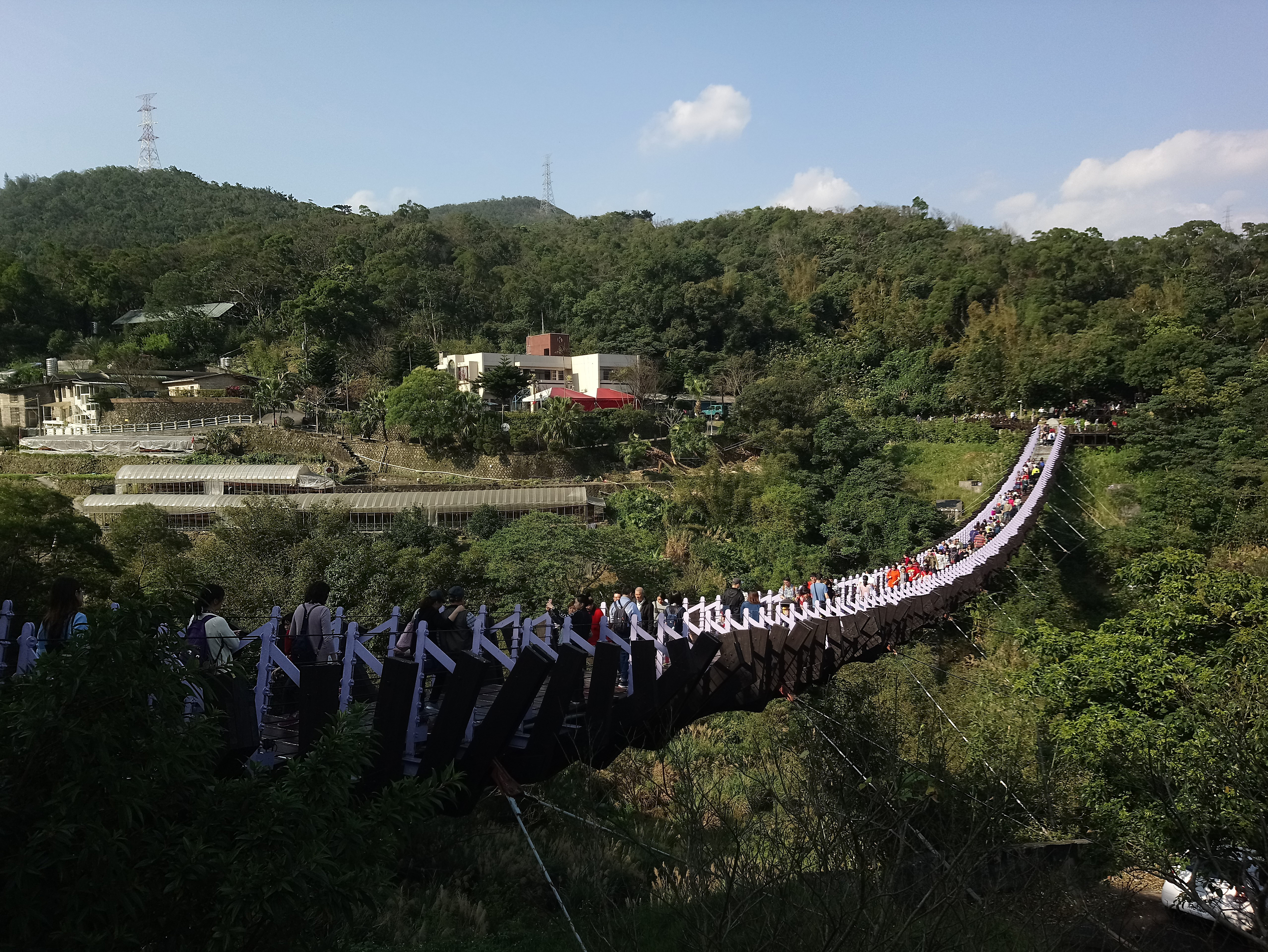
白石湖吊橋

### 圖書館
- 臺北市立圖書館西湖分館 - 音樂[14]
- 臺北市立圖書館東湖分館 - 建築[15]
- 臺北市立圖書館內湖分館 - 社會福利[16]
- 臺北市立圖書館西中分館 - 客家文化[17]

### 體育場館
- 內湖運動中心
- 葫蘆洲運動公園（內湖焚化爐）

### 步道
- 金面山親山步道（約3.5公里）[18]
- 忠勇山、鯉魚山親山步道（約4.8公里）

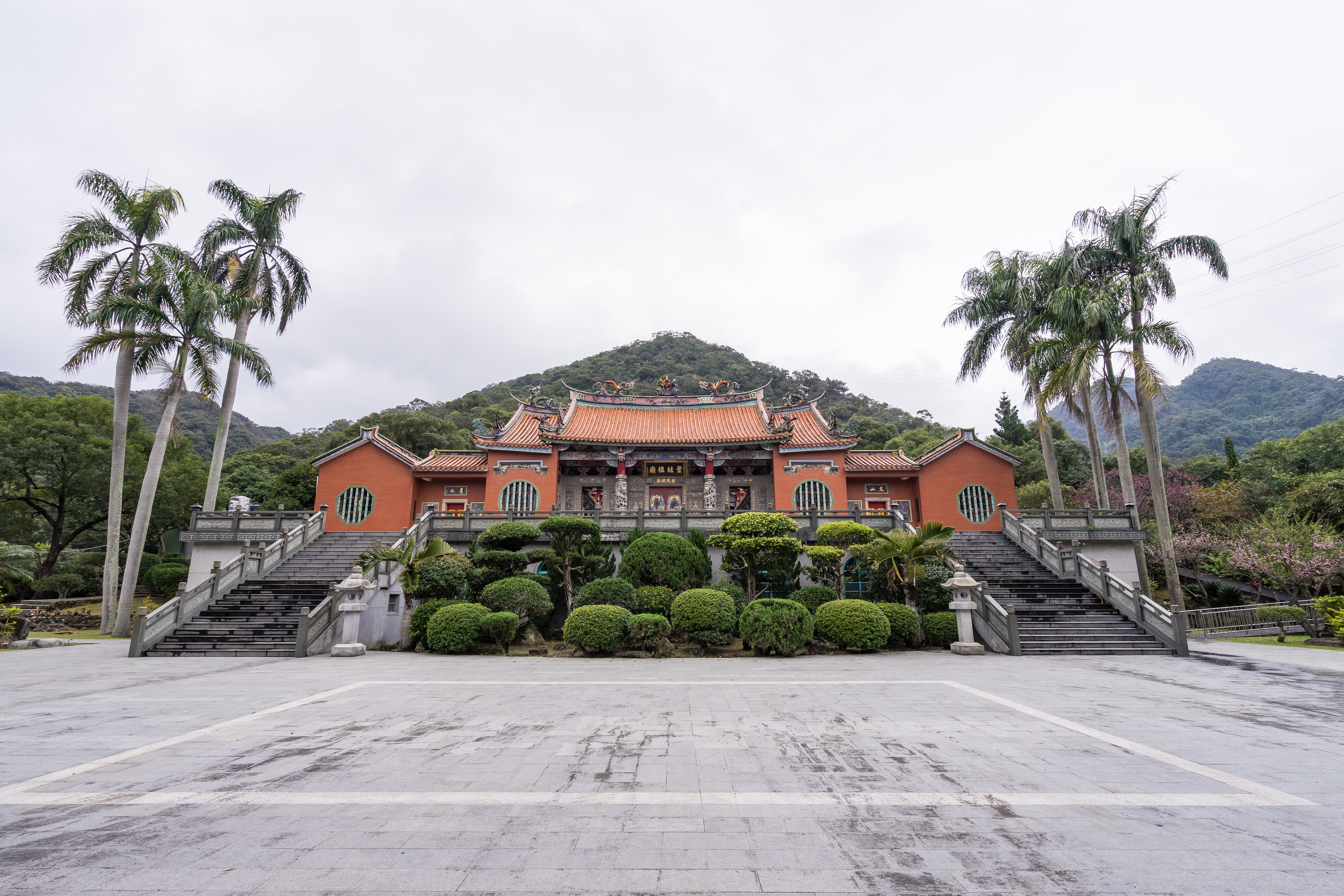
全臺葉姓祖廟

- 白鷺鷥山、康樂山、名舉山親山步道（約4.8公里）[19]
- 內溝溪景觀生態步道[20]

### 名勝
- 碧山巖開漳聖王廟
- 金龍禪寺
- 峰碧山圓覺寺
- 梘頭福德祠
- 灣仔庄福德堂
- 內湖公館庄武身開漳聖王廟
- 東湖慈后宮
- 龍船岩（石船）
- 內溝溪生態展示館
- 白石湖休閒農業區

### 公園
- 大湖公園
- 碧湖公園
- 彩虹河濱公園
- 成美右岸河濱公園
- 南湖右岸河濱公園
- 成功公園
- 清白公園
- 東湖樂活公園

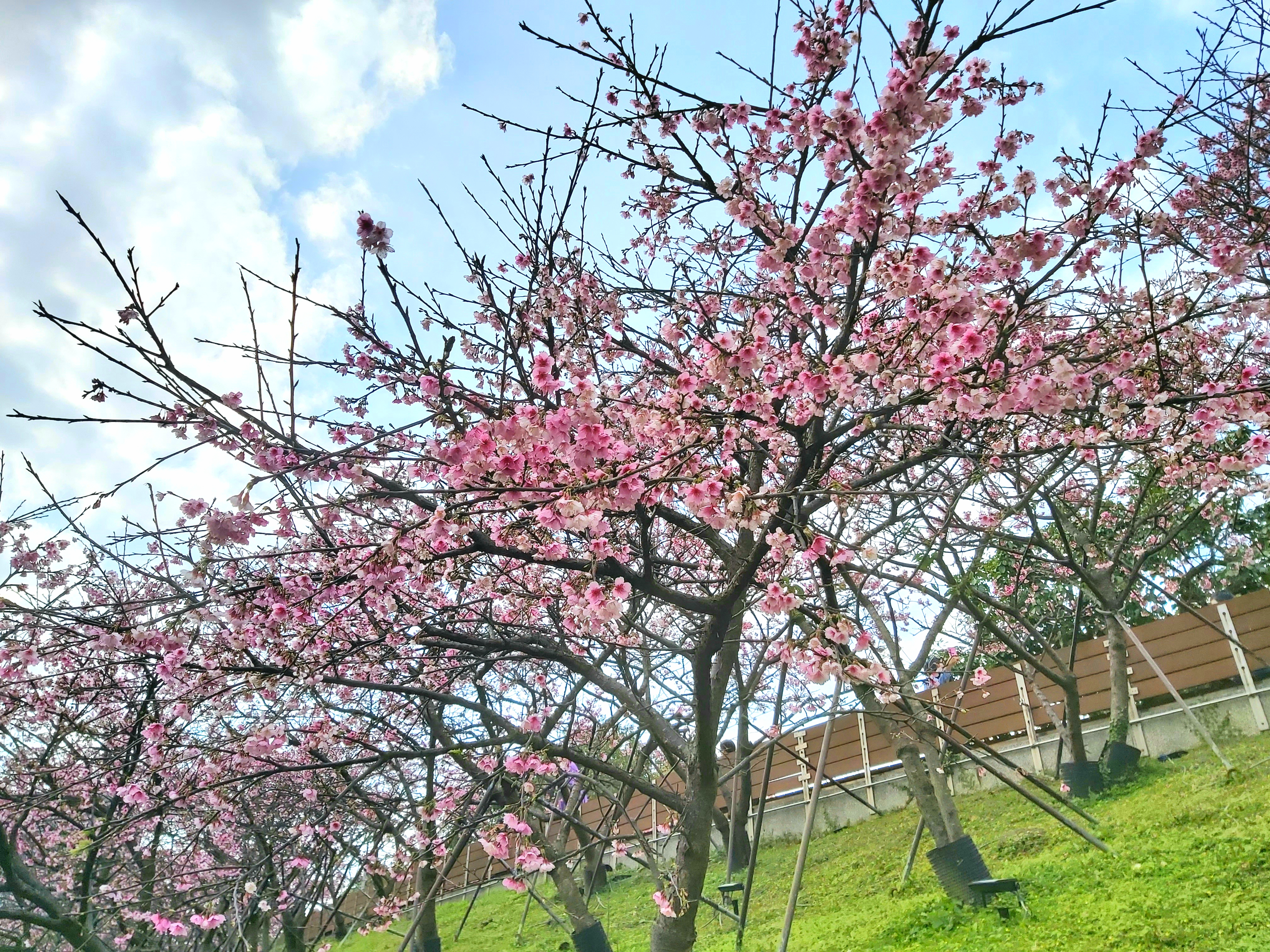
東湖樂活公園

- 內湖復育園區 (內湖垃圾山)：建置復育林區、遊憩區、高灘地、陽光草坪、活動廣場、景觀廣場及觀景台等[21]，為台北市第二座復育公園。

### 古蹟

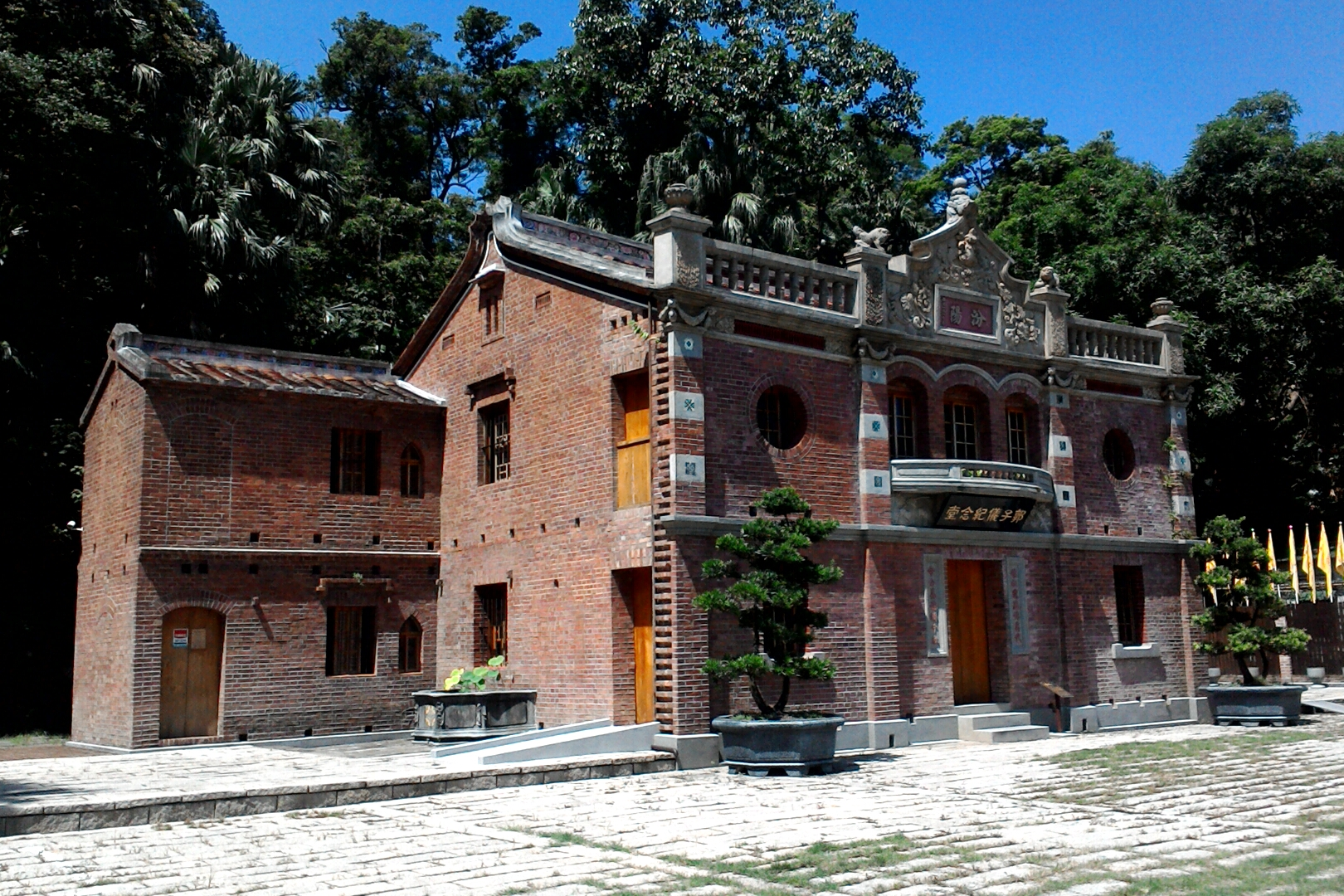
內湖郭氏古宅

- 三級古蹟
  - 林秀俊墓[22]：建於1774年
- 直轄市定古蹟
  - 郭子儀紀念堂：建於1919年
  - (內湖公民會館)：建於1930年
  - 北勢湖清代採石場[23]：建於1877年

### 休閒娛樂
- 哈拉影城
- CITYLINK內湖店，內部亦有日本TSUTAYA BookStore書店進駐。
- 內湖草莓季

## 外部連結
- 臺北市內湖區公所（繁體中文）（页面存档备份，存于）